# 包青天 (1974年電視劇)
《包青天》是臺灣中華電視台於1974年4月8日至11月3日期間播出的古裝國語連續劇，每集30～40分鐘 (含廣告)，華視節目部製作，製作人為田文光與邊啟明，儀銘主演（後期兼任執行製作）。原本計畫製作30集，但播出後大受歡迎，華視節目部便不斷延長集數，最後共播出350集，創下當時臺灣電視劇播映集數最高紀錄。由於大受歡迎，本劇播至中期時，華視應觀眾要求增加播出時間，將原本的周一至周日晚上20:00～20:30時段加長10分鐘播至20:40，並在《華視晚間新聞》之前增闢18:50～19:30的時段，變成每天播出兩集。

## 概要
本劇內容主要是描述古代中國民間故事中，宋朝最家喻戶曉的名臣包拯擔任開封府尹期間，所審理過的一些奇特刑案；由儀銘扮演包拯，也成為他的電視劇代表作品。本劇曾獲得1975年第11屆金鐘獎電視金鐘獎「大眾娛樂性節目優等獎」與「個人技術獎演技獎」（儀銘）。
2020年10月，華視將本劇數位化版本上傳至YouTube「華視懷舊頻道」，但仍有部分集數未完整收錄。部分集數為1980年代華視重播版，保留當時華視手寫字幕。

## 軼聞
- 本劇主題曲〈包青天〉是孫儀作詞、楊秉忠作曲、詹森雄編曲，蔣光超主唱；後來華視的1993年版本仍然採用此曲為主題歌，但改由胡瓜主唱（此版編曲則仍為詹森雄）、華視大樂隊電子琴伴奏（字幕未列名）。1997年11月23日，中國電視公司綜藝節目《全能綜藝通》請來當年原唱者蔣光超，與胡瓜較量演唱此曲[2]。
- 1991年10月30日，華視播出福隆製作公司製作之20週年台慶特別節目《華視全家福》，短劇單元〈華視連續劇史〉以華視綜藝節目《連環泡》演員群戲仿本劇、《保鑣》、《西螺七劍》[3]。
- 據曾參與本劇演出的演員張魁回憶，他和儀銘一起拍攝本劇時，儀銘不論戲裡戲外，都是一樣個性正直，毫無明星架子。[4]

## 播出時間

### 首播
| 頻道           | 所在地   | 播映日期     | 播出時間                                              | 備註 |
| -------------- | -------- | ------------ | ----------------------------------------------------- | --- |
| 華視           | 臺灣     | 1974年4月8日 | 周一至周日晚上18:50－19:30及20:00－20:30→20:00－20:40 | 初期只有20:00－20:30時段，每天播一集；中期起加長10分鐘變成20:00－20:40播出，並增設18:50－19:30時段，每天播出兩集 |
| 無綫電視翡翠台 | 英屬香港 | 1974年       | 待查                                                  | 粵語配音 |

## 製作群
- 製作人：田文光、邊啟明
- 執行製作（後期）：儀銘
- 編審：張復民
- 編劇：韓昱、萬仕高、秦伯、莫申祺、貢敏、鄧育昆、季復圜
- 戲劇指導：田壘、潘我榮
- 戲劇導演：陸廣浩
- 武術指導：蘇真平（前期）、劉彪（後期）
- 攝影：陳武雄、賴華山、張恆、王雲海、張振鍾、劉德裕
- 成音：楊亮、曾文隆
- 燈光：李獅
- 視訊：彭賢正
- 技術監督：劉靜濤
- 音樂設計：葉東榮
- 美術設計：陳上林
- 片頭設計：華慧英
- 字幕：羅名臣
- 剪輯：林有福、方小蕙
- 現場監督：姚超舜
- 助理導播：唐台齡
- 導播：陳小玲、李英
- 製作：華視節目部

## 參演演員

### 主要演員
| 演員                                | 角色         |
| ----------------------------------- | ------------ |
| 儀銘                                | 包拯         |
| 田鵬                                | 展昭（南俠） |
| 古琤、金超群（後期）                | 公孫策       |
| 歐陽布、張麟（後期）                | 張龍         |
| 劉彪、鄧金安（後期）                | 趙虎         |
| 郭陽（郭昌儒）、傅雷（後期）              | 王朝         |
| 沈乃湘、尤魚 (中期)、楊澤中（後期） | 馬漢         |

### 其他演員
由於本劇播映期長，故事單元眾多，因此動員了華視當時多位國台語劇演員參與演出，且時有同一演員在不同時期播出的單元中，分飾不同角色的情況出現。
| 演員   | 角色                                |
| ------ | ----------------------------------- |
| 胡奇   | 八賢王                              |
| 古軍   | 陳琳／李尚書                        |
| 周彝   | 王丞相                              |
| 易虹   | 龐貴妃                              |
| 張允文 | 郭槐／崔廷玉之父                    |
| 陳淑芳 | 崔廷玉之母                          |
| 龍宣   | 崔廷玉                              |
| 丁翠   | 杜夫人                              |
| 凡偉   | 張福／裴天瀾                        |
| 寇恆祿 | 樞密副使                            |
| 馬之秦 | 蜂娘子                              |
| 左右   | 盧方（鑽天鼠）                      |
| 劉楚   | 徐慶（穿山鼠）／江湖客              |
| 陳慧樓 | 蔣平（翻江鼠）                      |
| 江南   | 韓彰（徹地鼠）                      |
| 唐威   | 白玉堂（錦毛鼠）                    |
| 陳明揚 | 包興                                |
| 蘇真平 | 丁兆蘭（丁氏雙俠之一）              |
| 韓湘琴 | 丁月華                              |
| 馬如龍 | 丁兆蕙（丁氏雙俠之一）／燕雙飛      |
| 明格   | 包嫂／皇太后／周夫人                |
| 戴秉剛 | 歐陽春（北俠）／沈嘉山              |
| 郭彩雲 | 沈秋雲                              |
| 馬驥   | 龐吉                                |
| 張魁   | 龐昱                                |
| 牟希宗 | 朱三青                              |
| 李影   | 曹國舅                              |
| 張鵬   | 花                                  |
| 吳風   | 陳世美／秦豪                        |
| 丁盈   | 秦香蓮                              |
| 鄧美芳 | 公主                                |
| 苗天   | 鄧車（神手大聖）                    |
| 費雲   | 包勉／師爺                          |
| 狄慶元 | 草上飛                              |
| 鴻軒   | 顏春敏／宋仁宗                      |
| 巴戈   | 雨墨                                |
| 朱戌清 | 雲姑                                |
| 王淑萍 | 柳金嬋                              |
| 張熹   | 柳洪                                |
| 林月雲 | 李秋水                              |
| 高鳴   | 柳騰雲／陳剛                        |
| 葉雯   | 吳張氏（第1集客串）／尹涵冰／衣香君 |
| 劉明   | 吳李氏（第1集客串）                 |
| 劉夢燕 | 小霜                                |
| 李藝民 | 易小元                              |
| 王滿嬌 | 銀娃／易夫人（易小元之母）          |
| 田明   | 酋長                                |
| 白琳   | 巫婆                                |
| 歐雲龍 | 麻長老                              |
| 杜滿生 | 馬雲／雷天熊                        |
| 劉秀雯 | 珮兒                                |
| 唐如韞 | 雷老夫人                            |
| 魏一平 |                                     |
| 高振鵬 | 苗七                                |
| 陳雲卿 | 王妃                                |
| 王翔   | 曹亦文                              |
| 儀     |                                     |
| 楊忠民 | 沈秋龍                              |
| 方芳   | 丁月華                              |
| 李天柱 |                                     |
| 李麗鳳 | 劉妃／柳氏                          |
| 趙強   | 劉槐／林平／曹如海／周侍郎          |
| 周美如 | 江蘭英                              |
| 汪威江 | 周仲修                              |
| 王德志 | 周忠                                |
| 張為鳴 | 李宏安                              |
| 鶴齡   | 白祖芳                              |
| 王莉   | 沈氏                                |
| 何偉   | 白福                                |
| 陳露莎 | 楊小玉                              |
| 蔣青峰 | 李成                                |
| 袁保璜 | 李世祥／劉文德／陶明                |
| 車軒   | 查文飛                              |
| 趙莎   | 林氏                                |
| 吳素瑩 | 何氏                                |
| 小英哥 | 山田                                |
| 李強   | 坂田／江雷                          |
| 陳松勇 | 荒木                                |
| 小戽斗 | 豬木                                |
| 林小虎 | 包拯（童年）                        |
| 葉小益 | 沈嘉山（童年）                      |

## 外部連結
- 本劇第一集部分畫面（華視官方：華視懷舊頻道) （页面存档备份，存于）